# Ognev-Maulwurf
Der Ognev-Maulwurf (Talpa ognevi) ist eine Säugetierart aus der Familie der Maulwürfe (Talpidae) innerhalb der Ordnung der Insektenfresser (Eulipotyphla). Er kommt im südöstlichen Küstenbereich des Schwarzen Meeres von der nordöstlichen Türkei bis nach Georgien vor. Die Tiere bewohnen verschiedene Landschaftstypen in Tieflandgebieten, jeweils verbunden mit feuchten Böden. Über ihre Lebensweise liegen keine Informationen vor. Äußerlich gleicht der Ognev-Maulwurf dem weiter nördlich auftretenden Kaukasischen Maulwurf, ist aber größer und besitzt ein robusteres Gebiss. Eine Zeit lang wurde er auch als Unterart der nördlicheren Form angesehen. Genetische Untersuchungen erbrachten aber markante Unterschiede und führten im Jahr 2018 zur Anerkennung des Ognev-Maulwurfs als eigenständige Art. Wissenschaftlich benannt wurde er im Jahr 1944. Zur Gefährdung des Bestandes wurden bisher keine Daten erhoben.

## Merkmale

### Habitus
Der Ognev-Maulwurf erreicht eine Kopf-Rumpf-Länge von 13,4 bis 14,2 cm, eine Schwanzlänge von 2,0 bis 2,6 cm und ein Gewicht von 62 bis 91 g. Der Sexualdimorphismus ist nur gering ausgeprägt, Männchen werden im Durchschnitt 5 % schwerer als Weibchen. Mit den angegebenen Maßen ist der Ognev-Maulwurf größer als der nahe verwandte Kaukasische Maulwurf (Talpa caucasica). Äußerlich ähneln sich beide Arten. Wie alle Maulwürfe zeichnen sich die Tiere durch einen zylindrischen und robusten Körper, einen kurzen Hals sowie durch schaufelartige Vorderfüße aus. Die Fellfarbe besitzt einen schwärzlich grauen bis schwarzen Farbton. Gelegentlich sind gelbliche Flecken an der Schnauze, der Kehle und der Brust ausgebildet. Entsprechend dem Kaukasischen, aber abweichend vom Europäischen Maulwurf (Talpa europaea) sind die Augen mit einer durchscheinenden Haut bedeckt. Der Hinterfuß weist eine Länge von 1,8 bis 2,0 cm auf.

### Schädel- und Gebissmerkmale
Die Länge des Schädels variiert zwischen 33,6 und 35,0 mm, die Breite am Jochbogen beträgt 12,1 bis 13,7 mm, am Gehirnschädel liegt sie bei 15,9 bis 17,2 mm. Er besitzt ein robustes Rostrum, das zwischen 9,0 und 10,1 mm breit wird. Das Gebiss verfügt über 44 Zähne mit folgender Zahnformel: {\displaystyle {\frac {3.1.4.3}{3.1.4.3}}}. Gegenüber dem Kaukasischen Maulwurf sind die oberen Molaren sehr kräftig ausgeprägt. Die obere Zahnreihe erstreckt sich über 14,7 bis 15,8 mm Länge, davon beanspruchen die Mahlzähne 6,0 bis 7,4 mm. Im Verhältnis nimmt die obere Zahnreihe rund 40 % der Schädellänge ein.

### Genetische Merkmale
Der diploide Chromosomensatz lautet 2n = 38. Er setzt sich aus 8 metazentrischen, 3 submetazentrische, 2 subtelozentrischen und 5 teloakrozentrischen Chromosomenpaaren zusammen. Das größte Chromosom ist zweiarmig. Das X-Chromosom ist (sub)metazentrisch, das Y-Chromosom fleckenförmig.

## Verbreitung und Lebensraum

Verbreitungsgebiet des Ognev-Maulwurfs

Das Verbreitungsgebiet des Ognev-Maulwurfs umfasst die südöstlichen Küstengebiete des Schwarzen Meeres. Er kommt von der in der nordöstlichen Türkei gelegenen Provinz Artvin bis in das nördlich angrenzende Georgien vor, wo sich der Lebensraum landeinwärts bis zum Oberlauf des Flusses Kura erstreckt. Die Nordgrenze der Verbreitung ist nur ungenügend erforscht. Die Tiere bevorzugen küstennahe Tiefländer und Flusstäler. Höhere gelegene Bereiche werden zumeist von dem sympatrisch auftretenden Transkaukasien-Maulwurf (Talpa transcaucasica) genutzt. Der Ognev-Maulwurf ist in Gärten, auf Feldern und in Waldlandschaften mit feuchten Böden anzutreffen.

## Lebensweise
Über die Lebensweise des Ognev-Maulwurfs liegen keine Informationen vor. Vermutlich ähnelt sie der des Kaukasischen Maulwurfs.

## Systematik
Der Ognev-Maulwurf ist eine Art aus der Gattung der Eurasischen Maulwürfe (Talpa). Die Gattung umfasst rund 15 weitere Mitglieder, darunter der Europäische Maulwurf (Talpa europaea) als ihr bekanntester Vertreter. Die Eurasischen Maulwürfe gehören zur Tribus der Eigentlichen Maulwürfe (Talpini) und der Familie der Maulwürfe (Talpidae). Die Eigentlichen Maulwürfe wiederum schließen die zumeist grabenden Formen der Maulwürfe ein, während andere Angehörige der Familie dem gegenüber nur teilweise unterirdisch leben, sich oberirdisch fortbewegen oder eine semi-aquatische Lebensweise haben.
Die wissenschaftliche Erstbeschreibung des Ognev-Maulwurfs erfolgte im Jahr 1944 durch Sergei Uljanowitsch Stroganow unter der Bezeichnung Talpa romana ognevi und damit als Unterart des Römischen Maulwurfs (Talpa romana). Vor allem die vergleichsweise größeren Ausmaße der Tiere und ihr robuster Zahnbau gegenüber dem weiter nördlich auftretenden Kaukasischen Maulwurf bewogen Stroganow zur Einbindung seiner neuen Form in den Römischen Maulwurf. Als Typuslokalität gab er Bakuriani in der Region um Bordschomi im südlichen Georgien an. Den Holotyp bildet ein von dort stammendes ausgewachsenes männliches Tier. Daneben untersuchte Stroganow noch sieben weitere Individuen, von denen einige in der Umgebung von Kutaisi aufgefunden worden waren. Mit dem Artepitheton ehrte Stroganow den sowjetischen Zoologen Sergei Iwanowitsch Ognjow. Im Jahr 1989 wurde der Ognev-Maulwurf durch Wladimir Jewgenjewitsch Sokolow als eine von drei Unterarten des Kaukasischen Maulwurfs ausgewiesen. Die Unterscheidung basierte auf Größenausmaße, wobei sich der Ognev-Maulwurf als äußerst markante Form von den anderen Kaukasischen Maulwürfen abhob. Übereinstimmend mit den Maulwürfen der Kaukasus-Region und Südeuropas besitzt auch der Ognev-Maulwurf einen caecoidalen Aufbau des Kreuzbeins (die Öffnung des Foramens am vierten Kreuzbeinwirbel ist nach hinten gerichtet). Dies ist ein markanter Unterschied zu dem europaeoidalen Aufbau (die Öffnung des Foramens am vierten Kreuzbeinwirbel ist durch eine Knochenbrücke überdeckt) des Beckenbereichs bei zahlreichen mittel- und westeuropäischen Maulwürfen.
Molekulargenetische Untersuchungen seit den 2010er Jahren erbrachten eine relativ basale Stellung der kaukasischen Maulwürfe gemeinsam mit dem Sibirischen Maulwurf (Talpa altaica) innerhalb der Eurasischen Maulwürfe. Die Abspaltung dieser Gruppe datiert in den Übergang vom Miozän zum Pliozän vor mehr als 5 Millionen Jahren. Im Jahr 2015 zeigten dann genetische Analysen eine deutliche Trennung zwischen den Maulwürfen des nördlichen und südlichen Kaukasus-Gebietes auf. Dies wurde unterstützt durch die tiefe zeitliche Trennung der beiden Linien, die den Ergebnissen zufolge seit dem ausgehenden Pliozän vor rund 3 bis 2,5 Millionen Jahren eigene Wege bestritten. Die Autoren der Studie vermuteten daher eine eigenständige Position des Ognev-Maulwurfs, unterließen aber eine Artstellung, da ihnen kein genetisches Material von Individuen aus der Typuslokalität zur Verfügung stand. Gut drei Jahre später, im achten Band des Standardwerkes Handbook of the Mammals of the World wurde dem Ognev-Maulwurf der Artstatus zuerkannt. Untermauerung findet diese Abtrennung zum Kaukasischen Maulwurf auch durch einzelne cytogenetische Daten, da beim Ognev-Maulwurf das größte Chromosom zweiarmig ist, beim Kaukasischen Maulwurf hingegen einen akrozentrischen Bau aufweist.

## Bedrohung und Schutz
Der Ognev-Maulwurf wird von der IUCN nicht erfasst. Angaben zur Gefährdung der Bestände und zu Schutzmaßnahmen liegen nicht vor.